# 丹丹国
丹丹国（Tendong），唐朝称呾呾洲、旦旦、单单，或误为日亘。古代南海地名。始见于中国  《梁书》卷三，《隋书》卷八二，《通典》卷一八八，《文献通考》卷三三二。在今包括马来西亚吉兰丹州在内的马来半岛中部一带，一说在今马来西亚马来亚东南岸的天定，一说在今新加坡附近。
唐会要作旦旦
丹丹国崇信佛教。先后遣使至南朝梁、南朝陈及唐朝朝献。南朝梁武帝中大通二年（530年）、大同元年（535年）二月曾遣使梁朝，献牙像、塔及金、银、琉璃、火齐珠、吉贝、杂宝、香药等。陈宣帝太建三年（571年）五月及十月、太建十三年十月及陈后主至德三年（585年）十月又屡次遣使来中国，建立友好关系，7世纪又多次遣使与中国通好。

## 延伸阅读
- 许云樵《丹丹考》
- 陆佳容，谢方《古代南海地名汇释》第1060页TENDONG 条

[在维基数据编辑]
 《梁書/卷54》，出自姚思廉《梁書》
 《新唐書·卷222下》，出自《新唐書》